# 530 Turandot
530 Turandot este un asteroid din centura principală, descoperit pe 11 aprilie 1904, de Max Wolf.